# Donna (Texas)
Pour les articles homonymes, voir Donna.
Donna est une ville des États-Unis située dans le comté de Hidalgo au Texas. En 2010, sa population était de 15 798 habitants. 

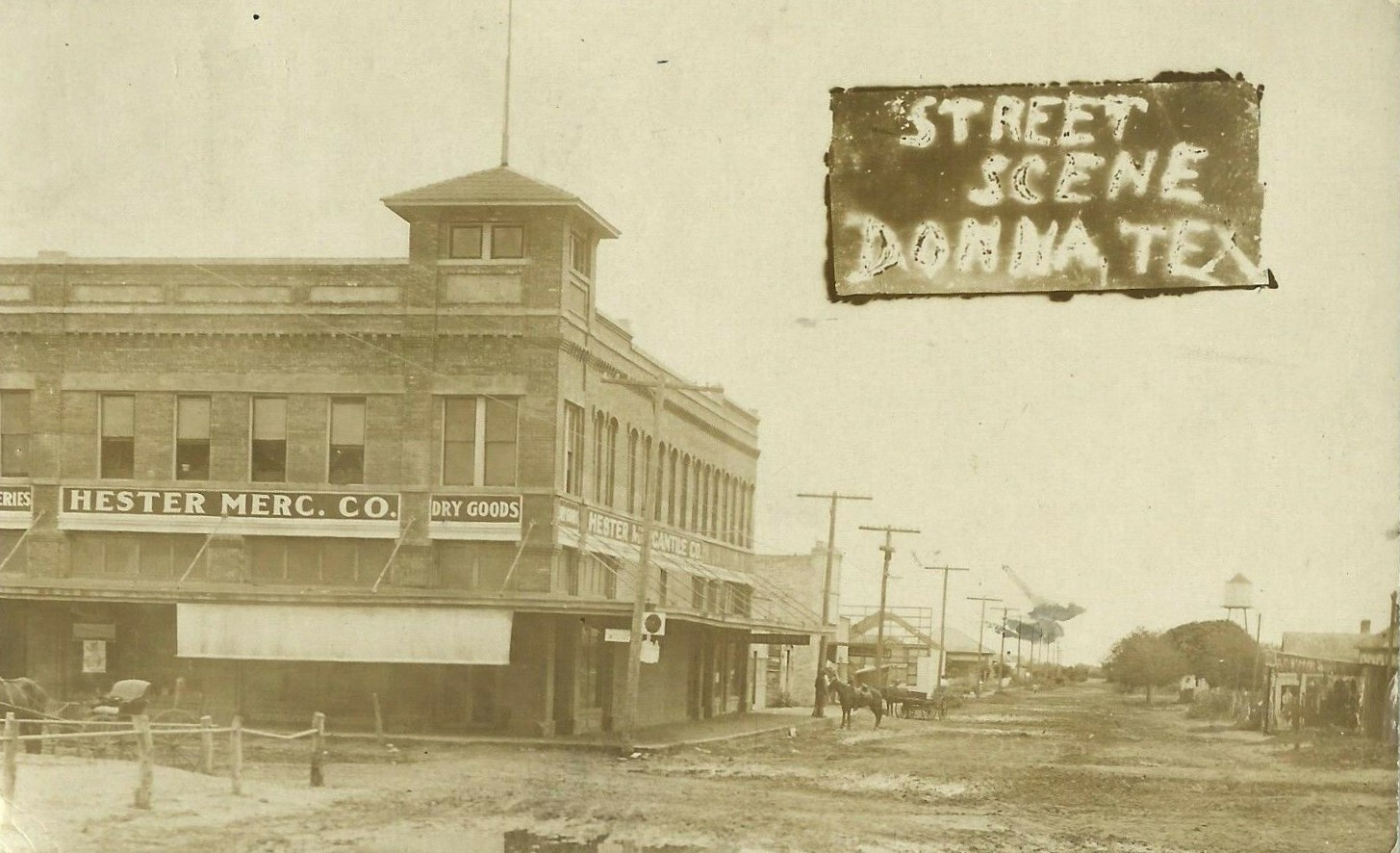
Donna, Texas a été montrée dans une carte postale envoyée le 15 novembre 1916